# Wan Li Ma Wang
Wan Li Ma Wang es un grupo de rock chino formado en 1979, siendo una de las bandas de rock más antiguas de la música rock de China. La banda fue fundada por cuatro estudiantes universitarios de Beijing, como Wan Xing, Li Shichao, Ma Xiaoyi y Wang Xinbo. El nombre del grupo era un derivado de la combinación de los apellidos de los miembros del grupo.
La banda se hizo conocer en un festival de invierno de 1979, cuando los cuatro integrantes se presentaron en un show en la universidad done ellos estudiaban. Empezaron a interpretar canciones de los Beatles , Paul Simon, Rolling Stones y entre otros similares, ya que al principio interpretaban canciones en inglés antes de cantar canciones en su propio idioma como es el chino mandarin. [4] [5] Durante los últimos años 70, la banda realizó conciertos en otras universidades chinas por su natal Beijing. Sin embargo, no pasó mucho tiempo antes de que la banda fuera finalmente disuelta, cuando los cuatro integrantes se graduaron de la Universidad y siguieron sus trayectorias en solitarios dedicados al rock.